# Дома 1153 км
Дома́ 1153 км (рос. Дома 1153 км, удм. Дома 1153 км) — сільський населений пункт без офіційного статусу у складі Камбарського району Удмуртії, Росія.
Населення — 16 осіб (2010; 3 у 2002).
Національний склад:
- росіяни — 100 %